# Worksop
Worksop es la ciudad más grande en el distrito de Bassetlaw de Nottinghamshire, Inglaterra, en el río Ryton en el extremo norte del bosque de Sherwood. Se encuentra a unas 19 millas (31 km) al este-sureste de la ciudad de Sheffield y su población se estima (mediados de 2012) en 44.970 habitantes. También está hermanada con la ciudad alemana de Garbsen. Worksop está atrayendo a una mayor cantidad de pasajeros al área local debido a su proximidad con Nottingham, Lincoln, Sheffield y, en menor medida, Leeds, Derby, Doncaster y Kingston-Upon-Hull.
Worksop es conocida como la "Puerta de entrada a las Dukeries", debido a los ahora obsoletos cuatro sitios principales ducales que se encontraban ubicados uno al lado del otro al sur de la ciudad. Estas cuatro ubicaciones ducales fueron Clumber House, Thoresby Hall, Welbeck Abbey y Rufford Abbey.